# Кубок РСФСР по хоккею с шайбой 1954
Четвёртый розыгрыш Кубка РСФСР по хоккею с шайбой должен был пройти с участием 38 команд. Полуфиналы и финал планировалось провести в Молотове, но один из полуфиналов состоялся в Электростали. Победитель получал право сыграть в Кубке СССР текущего сезона.
Третий сезон подряд обладателю кубка удалось сделать «дубль» – воскресенский «Химик» через месяц стал чемпионом РСФСР.

## Список участников
| Известные участники |
| --- |
| - «Динамо» Воронеж - «Динамо» Горький - «Динамо» Сталинград - «Зенит» Куйбышев - «Искра» Саратов - «Крылья Советов» Новосибирск - «Металлург» Магнитогорск - «Металлург» Серов - «Наука» Пенза - «Спартак» Свердловск - «Спартак» Тула - «Трактор» Перово - «Химик» Воскресенск - «Шахтёр» Бобрик-Донской - ДО Свердловск - ДО Чита - СКИФ Омск - Клуб им. К.Маркса-2 Электросталь - СК им. Сталина Молотов - Сб. г. Ростов-на-Дону - ? Вологда - ? Красноярск - ? Новгород - ? Ростов-на Дону - ? Сталинград |

## 1/16 финала
| 10.01.1954 | «Спартак» Тула                   | ? Ростов-на Дону         | 9:4  |
| 13.01.1954 | ? Вологда                        | «Динамо» Горький         | 3:3  |
| 14.01.1954 | ? Вологда                        | «Динамо» Горький         | 1:4  |
| 17.01.1954 | СК им. Сталина Молотов           | «Металлург» Магнитогорск | 2:5  |
| 17.01.1954 | ? Новгород                       | «Химик» Воскресенск      | 1:7  |
| 19.01.1954 | «Крылья Советов» Новосибирск     | ДО Чита                  | ?    |
| 19.01.1954 | Сб. г. Ростов-на-Дону            | «Динамо» Воронеж         | ?    |
| 19.01.1954 | «Металлург» Серов                | ДО Свердловск            | 4:11 |
| ??.01.1954 | «Искра» Саратов                  | ? Сталинград             | 5:4  |
| ??.01.1954 | СКИФ Омск                        | «Спартак» Свердловск     | 3:1  |
| ??.01.1954 | «Трактор» Перово                 | ?                        | ?    |
| ??.01.1954 | «Наука» Пенза                    | ?                        | ?    |
| ??.01.1954 | ? Красноярск                     | ?                        | ?    |
| ??.01.1954 | Клуб им. К.Маркса-2 Электросталь | ?                        | ?    |
| ??.01.1954 | «Динамо» Сталинград              | ?                        | ?    |
| ??.01.1954 | «Зенит» Куйбышев                 | ?                        | ?    |
| ??.01.1954 | «Шахтёр» Бобрик-Донской          | ?                        | ?    |

## 1/8 финала
| 19.01.1954 | «Наука» Пенза                    | «Трактор» Перово    | 4:6 |
| 24.01.1954 | «Крылья Советов» Новосибирск     | ? Красноярск        | ?   |
| ??.01.1954 | Клуб им. К.Маркса-2 Электросталь | «Химик» Воскресенск | 1:5 |
| ??.01.1954 | ДО Свердловск                    | СКИФ Омск           | 4:3 |
| ??.01.1954 | «Динамо» Горький                 | ?                   | ?   |
| ??.01.1954 | «Динамо» Сталинград              | ?                   | ?   |
| ??.01.1954 | «Зенит» Куйбышев                 | ?                   | ?   |
| ??.01.1954 | «Шахтёр» Бобрик-Донской          | ?                   | ?   |

## 1/4 финала
| 29.01.1954 | «Динамо» Горький        | «Химик» Воскресенск          | 4:5  |
| ??.??.1954 | ДО Свердловск           | «Крылья Советов» Новосибирск | 6:2  |
| ??.??.1954 | «Динамо» Сталинград     | «Зенит» Куйбышев             | 3:18 |
| ??.??.1954 | «Шахтёр» Бобрик-Донской | «Трактор» Перово             | ?    |

## 1/2 финала
| 03.02.1954 | «Химик» Воскресенск | «Шахтёр» Бобрик-Донской | 8:6 |
| 07.02.1954 | ДО Свердловск       | «Зенит» Куйбышев        | 7:5 |

## Финал
| 09.02.1954 | «Химик» Воскресенск | 2:1 (1:0, 0:1, 0:0, 1:0) | ДО Свердловск | Площадка сада им. Горького, Молотов |

| Отчёт              | Отчёт | Отчёт | Отчёт | Отчёт |
| ------------------ | ----- | ----- | ----- | ----- |
|                    |       |       |       |       |
|                    |       |       |       |       |
|                    | Голы: |       |       |       |
| В.Мискин, А.Кашаев | –     | ?     |       |       |
|                    |       |       |       |       |
|                    |       |       |       |       |
|                    |       |       |       |       |
|                    |       |       |       |       |
|                    |       |       |       |       |